# Plate-forme d'artillerie de Semide
La plate-forme d'artillerie de Semide est un emplacement d'artillerie allemande datant de 1916. Elle est située à Semide, dans le département des Ardennes, en France. Il s'agit d'un ancien emplacement d'une pièce d'artillerie allemande à longue portée, un canon de 380 mm de type SKL/45.

## Description
Le site bétonné qui recouvre une surface d'environ 2 000 m2 est constitué :
- d'une plate-forme en demi-cercle de 24 m de diamètre construite en béton armé, comportant un gradin servant de chemin de pivotement au canon ;
- d'une rampe de chargement d'obus équipée de rails et de son massif en béton pour le treuil ;
- d'une rampe de chargement des gargousses (charges de poudre) équipée à l'identique ;
- de six escaliers d'accès aux galeries et abris (seuls les abris sont fortement bétonnés, les galeries d'accès le sont faiblement) ;
- de salles souterraines servant d'abris et de lieux de stockage de munitions.

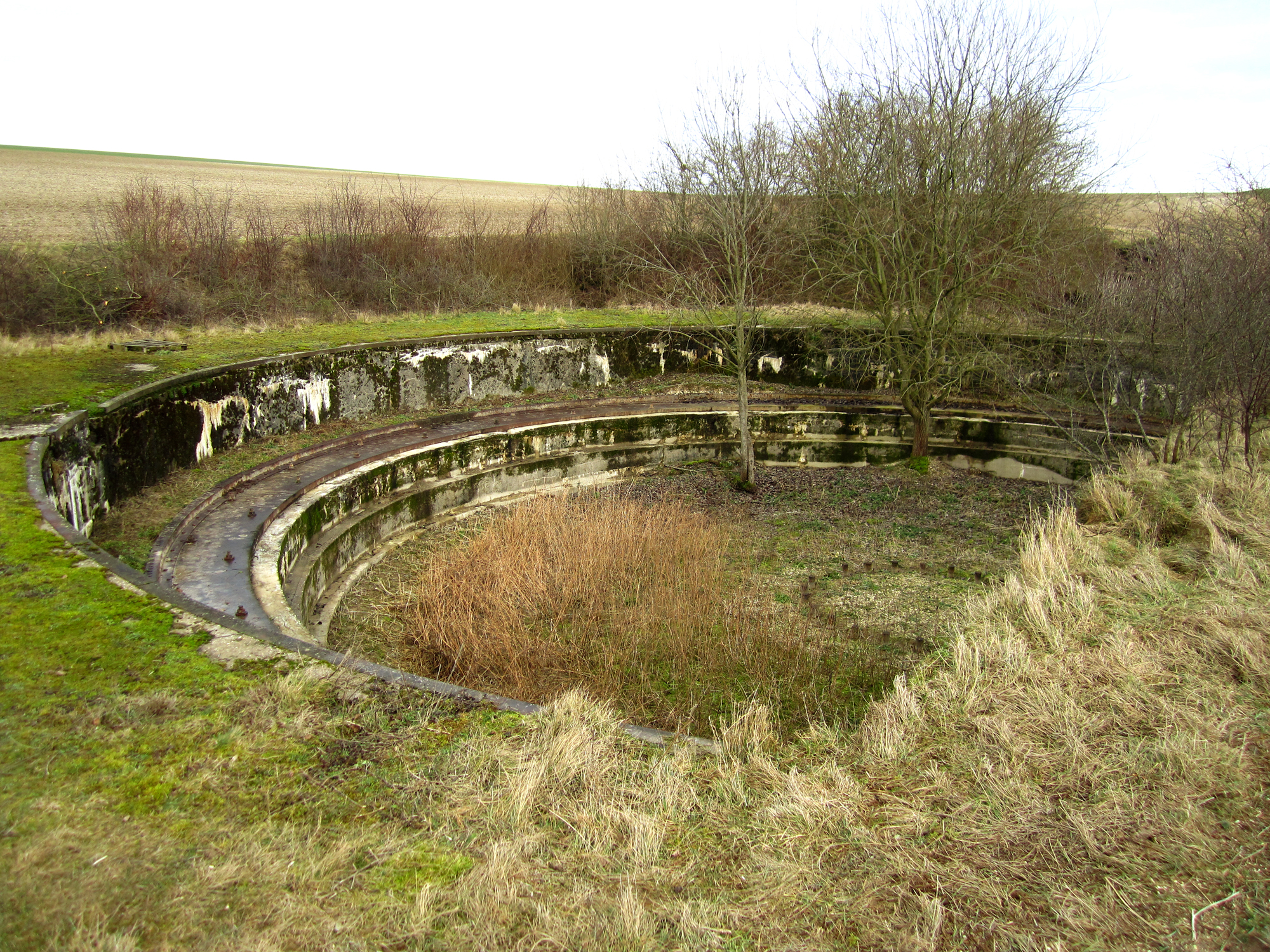
Encuvement.
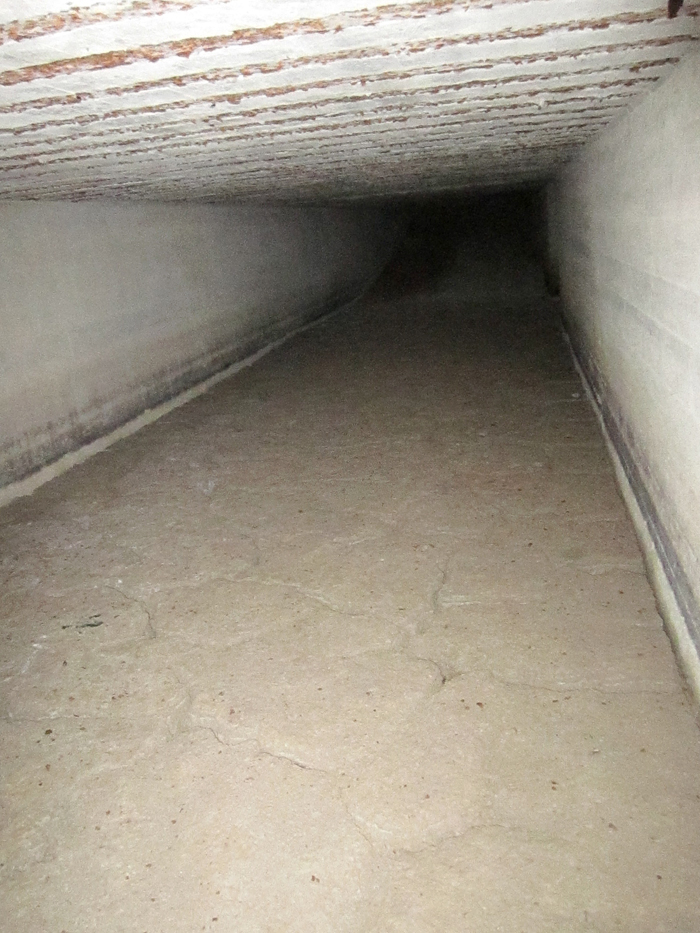
Rampe de chargement.
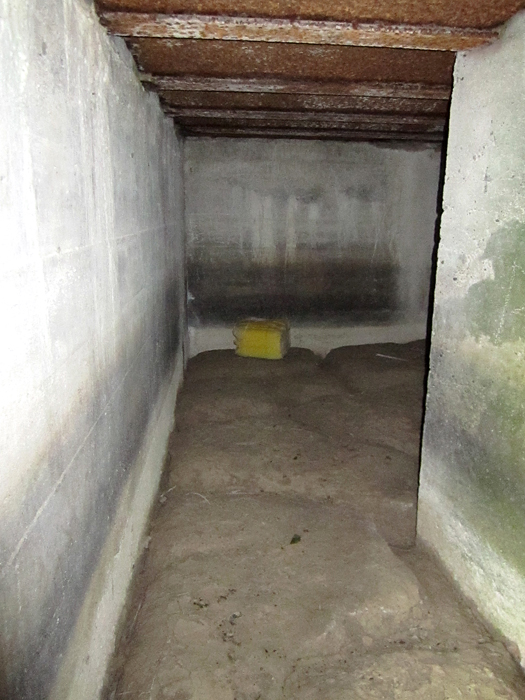
Premier abri.
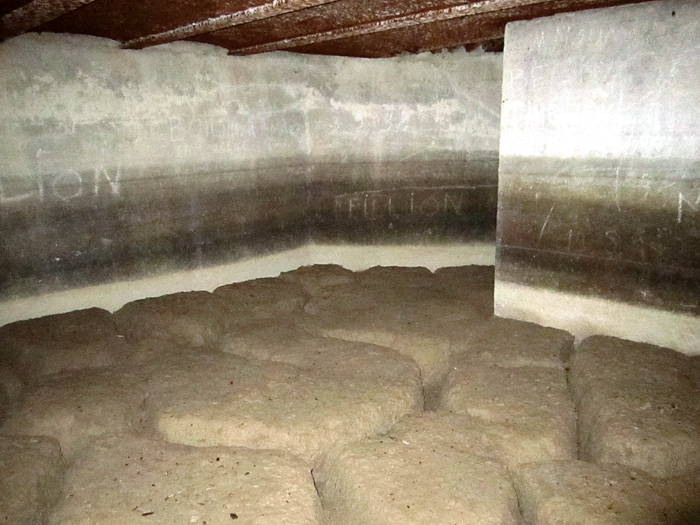
Deuxième abri.
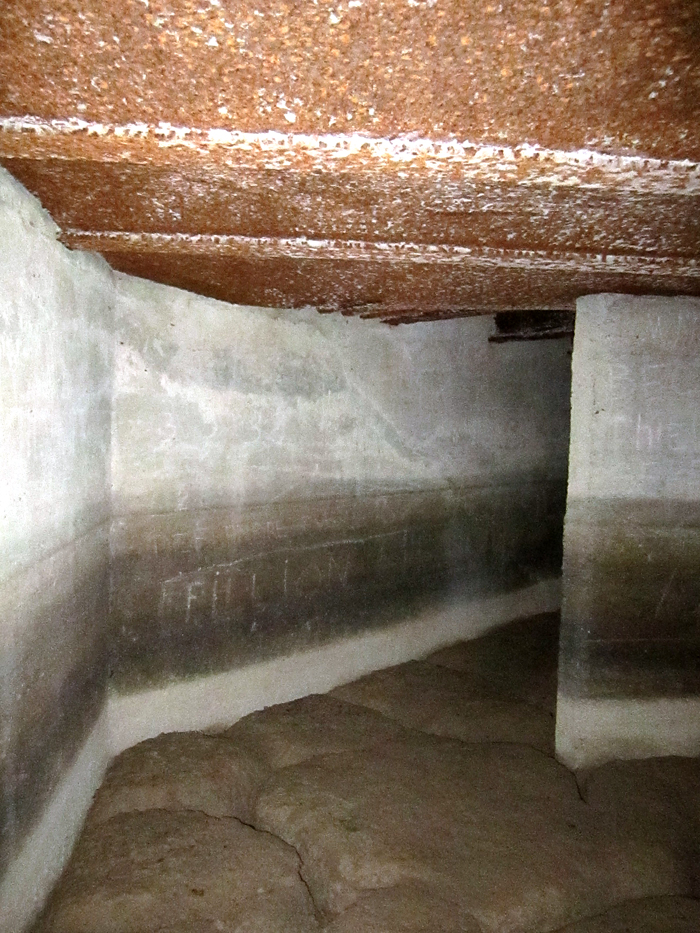
Troisième abri.
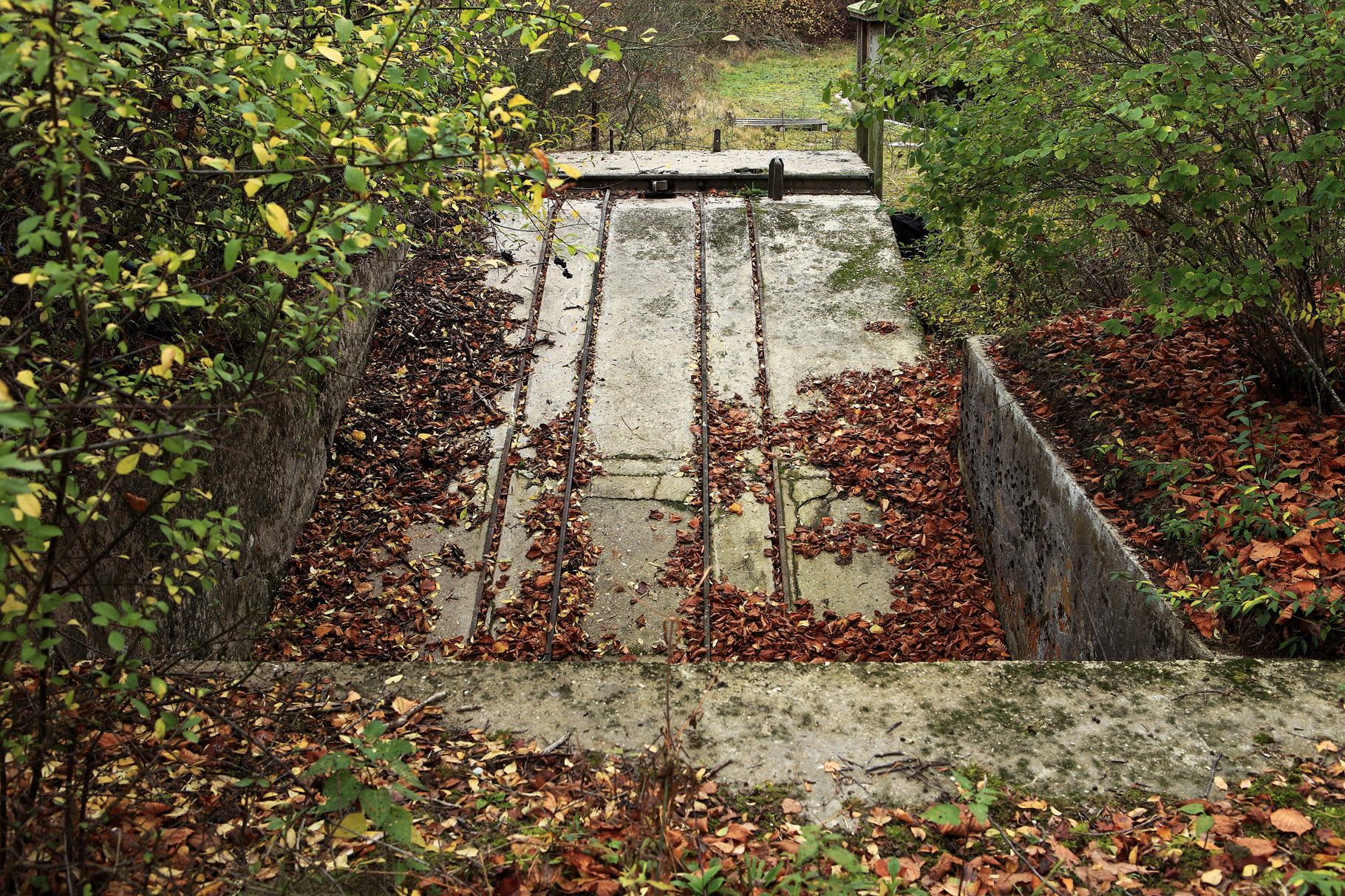
Rampe du monte-charge.
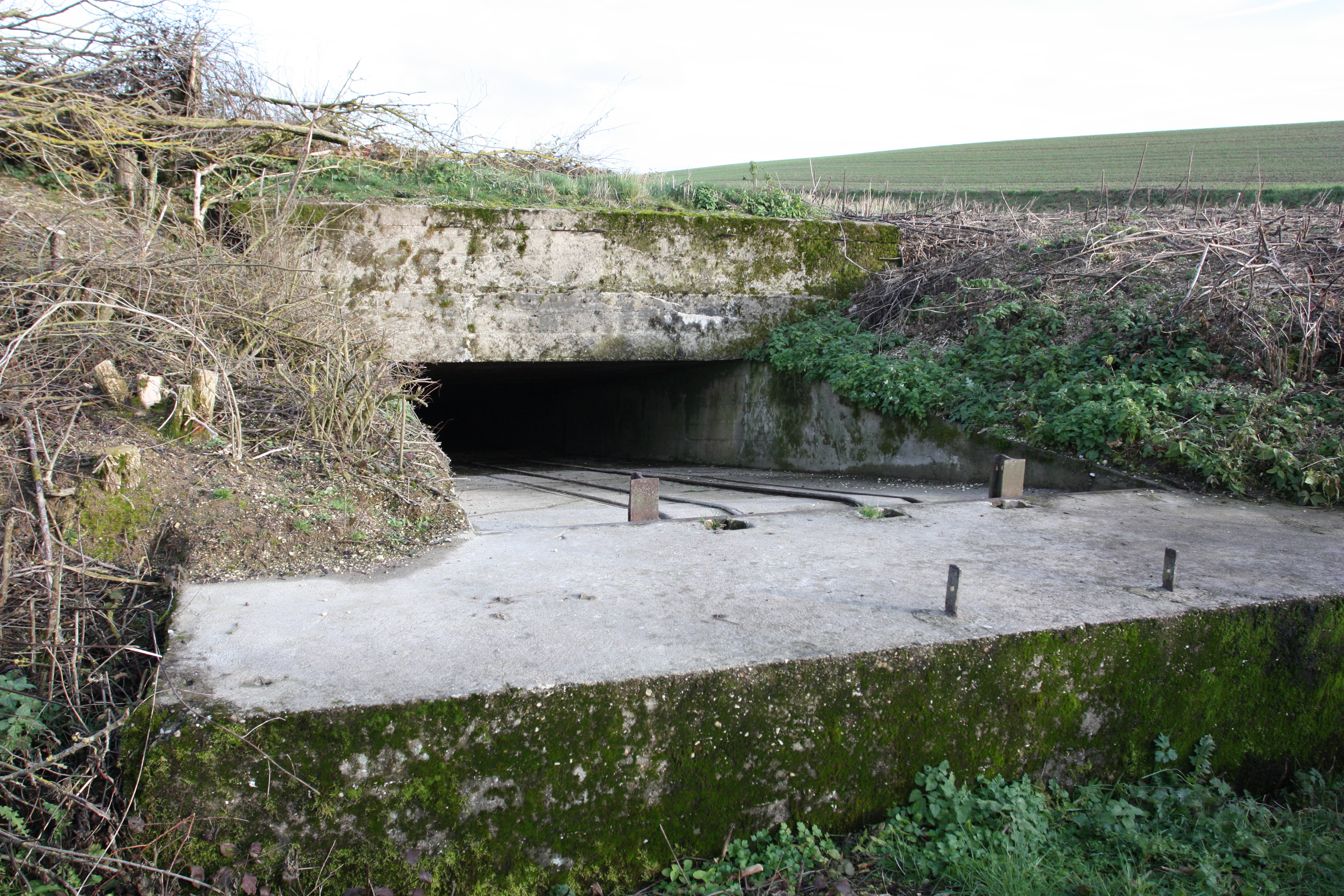
Rampe du monte-charge (face)
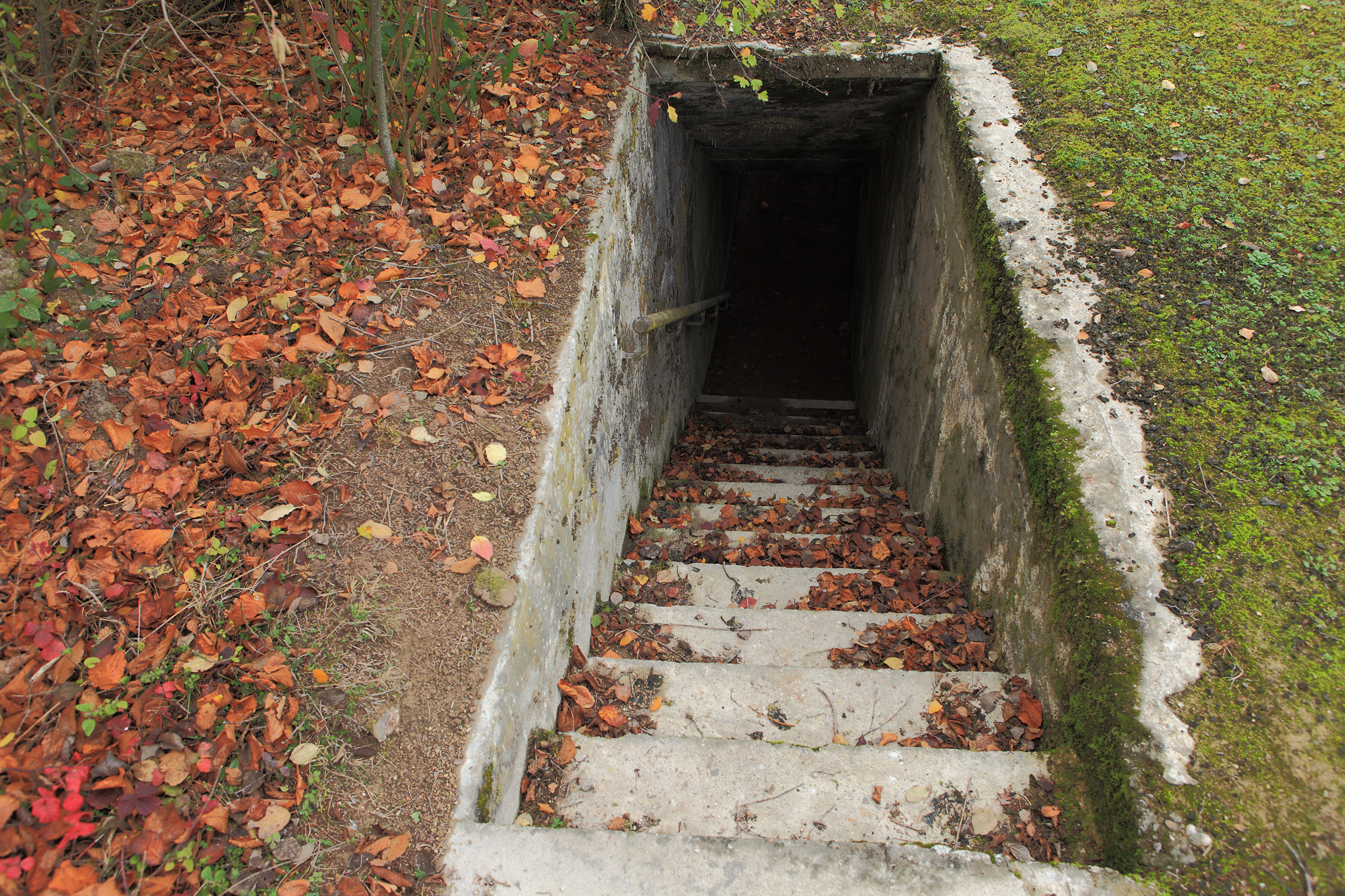
Ouvrage du canon de Semide, escalier.

## Localisation

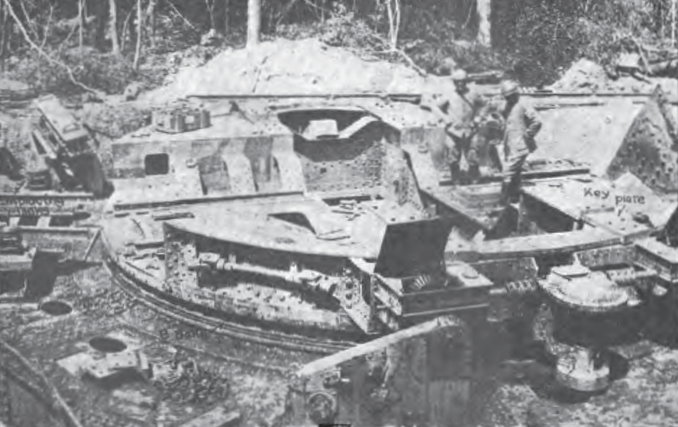
Autre plate-forme de tir en acier inachevée pour un 380 mm de type SKL/45.

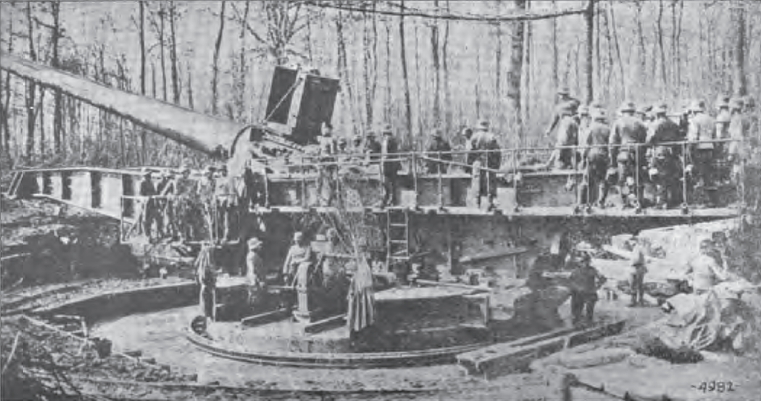
Pièce de 380 mm en position sur sa plate-forme.

La plate-forme d'artillerie est située sur la commune de Semide au lieu-dit « les Valettes », dans le département français des Ardennes.
Le site se trouve à 2 km au sud-est du village au lieu-dit « Noue Ramon ». Il est placé sur la parcelle cadastrale no 22 et relié au chemin d'exploitation no 13. Cet espace était recouvert en 1916 d'une épaisse forêt qui dissimulait le canon aux reconnaissances aériennes.

## Historique
La construction date de l'année 1916. Les troupes allemandes construisirent une voie ferrée à taille normale (1,435 m) partant de la gare de Contreuve, passant par le village de Semide et menant à la zone interdite du lieu-dit les Valettes. Le but était d'acheminer sur le pas de tir un gros canon de 380 mm, de type SKL/45. Ces canons baptisés « Max » furent mis au point par l'industrie allemande juste avant la Première Guerre mondiale. Ils étaient prévus initialement pour la marine allemande, mais celle-ci accepta de les céder pour les combats terrestres,. Un changement évident, pour son utilisation sur terre ferme, était la mise en place d'un contre-poids, équilibrant le poids de la culasse. Mais même adaptées, ces pièces d'artillerie restaient servies par des unités spéciales de la marine (Marine-Sonderkommando) qui portaient le nom de l'officier qui les commandait. Il s'agissait à Semide du Marine-Sonderkommando Schulte, du nom de son chef, le Kapitänleutnant Hans Walther Schulte.
Sur le lieu, la construction de la plateforme d'accueil a nécessité plus d'un mois de travaux. Les habitants du village n'ont jamais pu avoir accès à ce site classé ultra secret par les Allemands. Mais au moment de l'installation, certains villageois aperçurent un tube énorme sur deux wagons, en manœuvre de nuit. La plateforme était orientée plein sud. Sa conception permettait un réglage de tir de 180° en azimut et de 45° en hauteur. La portée maximale de ce canon était de 38,7 km en 1916. En novembre 1916, la plateforme était opérationnelle. Pour autant, le canon tira seulement 24 ou 25 obus en direction des gares de Saint-Hilaire-au-Temple et de Sainte-Menehould, puis, inexplicablement, la pièce d'artillerie fut démontée et réexpédiée par la voie ferrée, laissant la plate-forme bétonnée à son sort. Elle n'avait servi que quelques jours.
L'édifice fut classé au titre des monuments historiques en 1922.

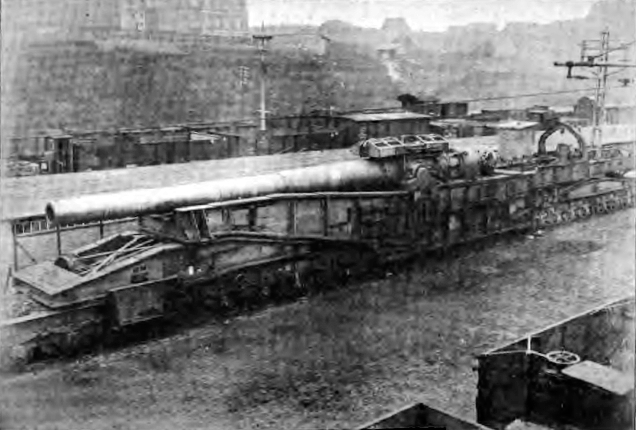
Canon 38 SKL 45 sur voie ferrée.
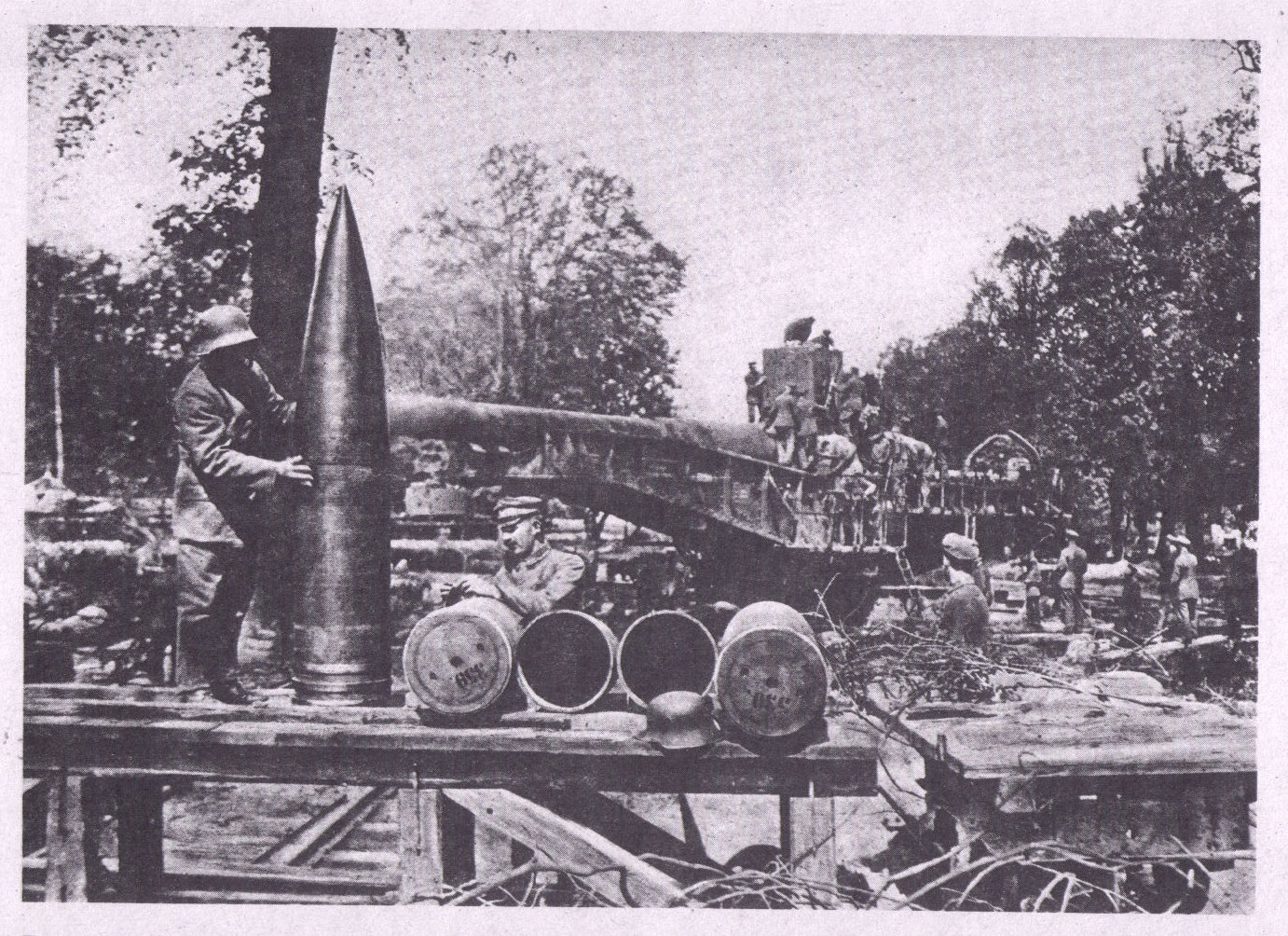
Obus et gargousses.
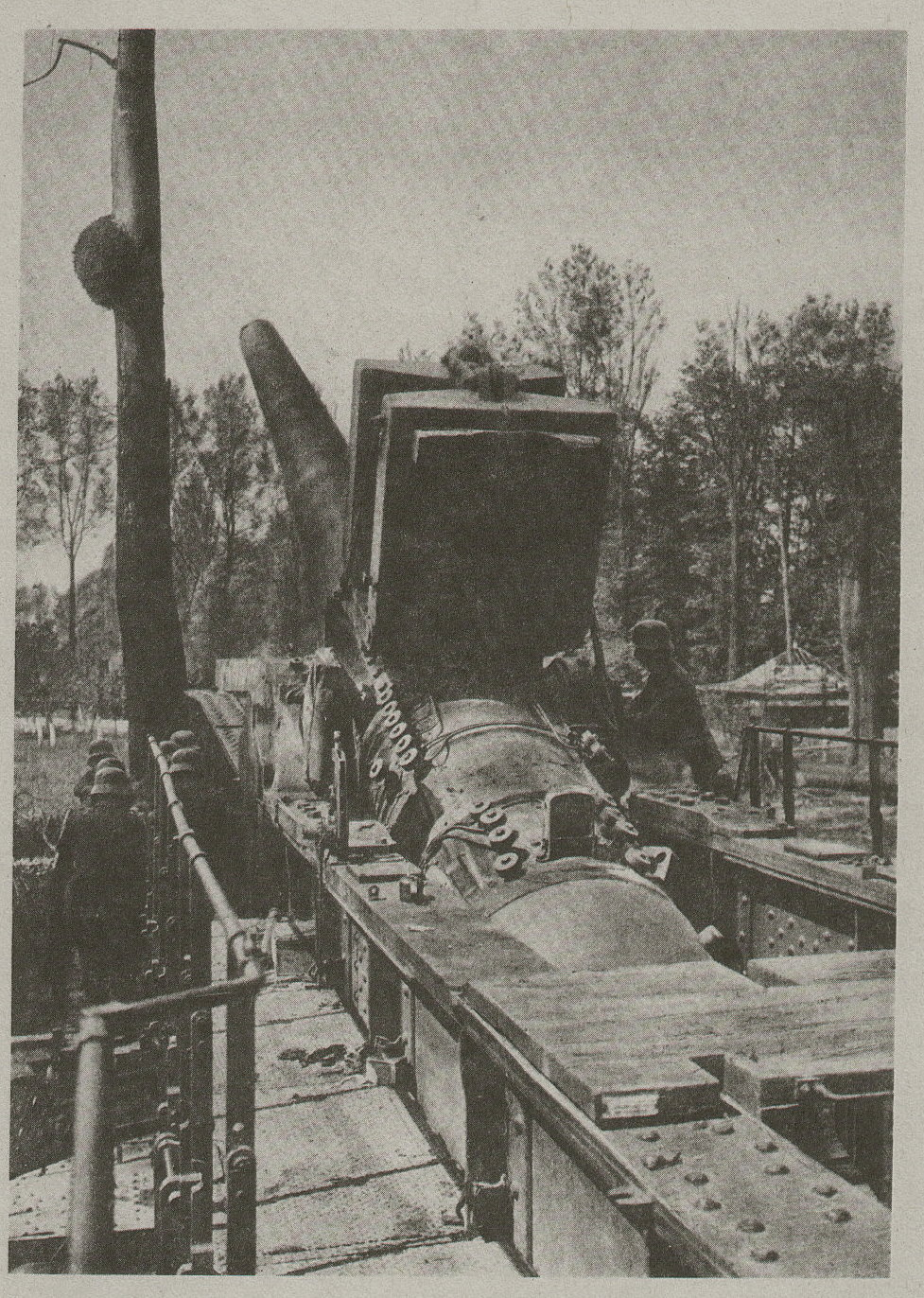
En position de tir sur un autre site.